# Дженкинс, Барри (режиссёр)
Барри Дженкинс (англ. Barry Jenkins; род. 19 ноября 1979 года, Майами, США) — американский режиссёр и сценарист, известный благодаря фильмам «Лекарство от меланхолии» и «Лунный свет». В 2017 году за работу над последним Дженкинс был номинирован на «Оскар» в категориях «Лучший режиссёр» и «Лучший адаптированный сценарий», в результате победив в сценарной номинации. В 2019 году он был также номинирован на «Оскар» за лучший адаптированный сценарий — к фильму «Если Бил-стрит могла бы заговорить».

## Биография
Дженкинс родился в 1979 году в Либерти-Сити, Майами, штат Флорида, в семье, где уже было трое старших братьев и сестёр. Его отец умер, когда Барри было 12 лет. На тот момент родители состояли в разводе, потому как отец Барри подозревал, что тот был рождён от другого мужчины. Учился в Северо-Западной старшей школе Майами и играл за местную футбольную команду. Изучал киноискусство в Университете штата Флорида в Таллахасси.

## Фильмография
- Моя Джозефина (2003, короткометражный)
- Маленький мальчик Браун (2003, короткометражный)
- Лекарство от меланхолии[англ.] (2008)
- Штаты будущего (2011, телесериал)
- Лунный свет (2016)
- Дорогие белые (2017, телесериал)[5]
- Если Бил-стрит могла бы заговорить (2018)
- Муфаса: Король Лев (2024)